# Chiesa e monastero di Santa Maria delle Grazie
La chiesa di Santa Maria delle Grazie, anche nota come chiesa di Santa Maria delle Grazie di Mortara, è stato un luogo di culto a Ferrara. Alla chiesa è legato il suo monastero, in via Fossato di Mortara.

## Origine del nome

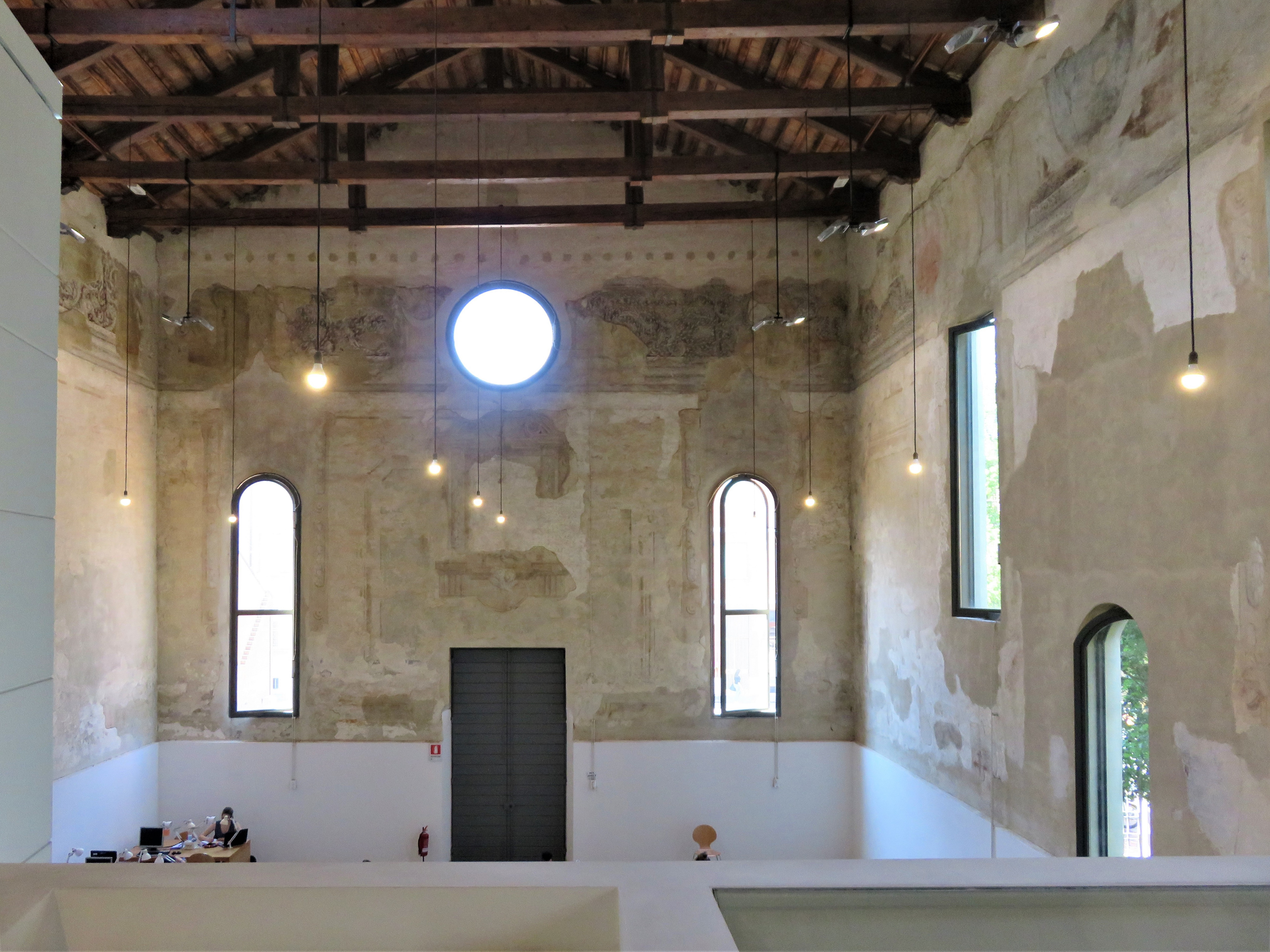
Interno di Santa Maria delle Grazie, utilizzato dal 2005 come sede della biblioteca universitaria di Istituto

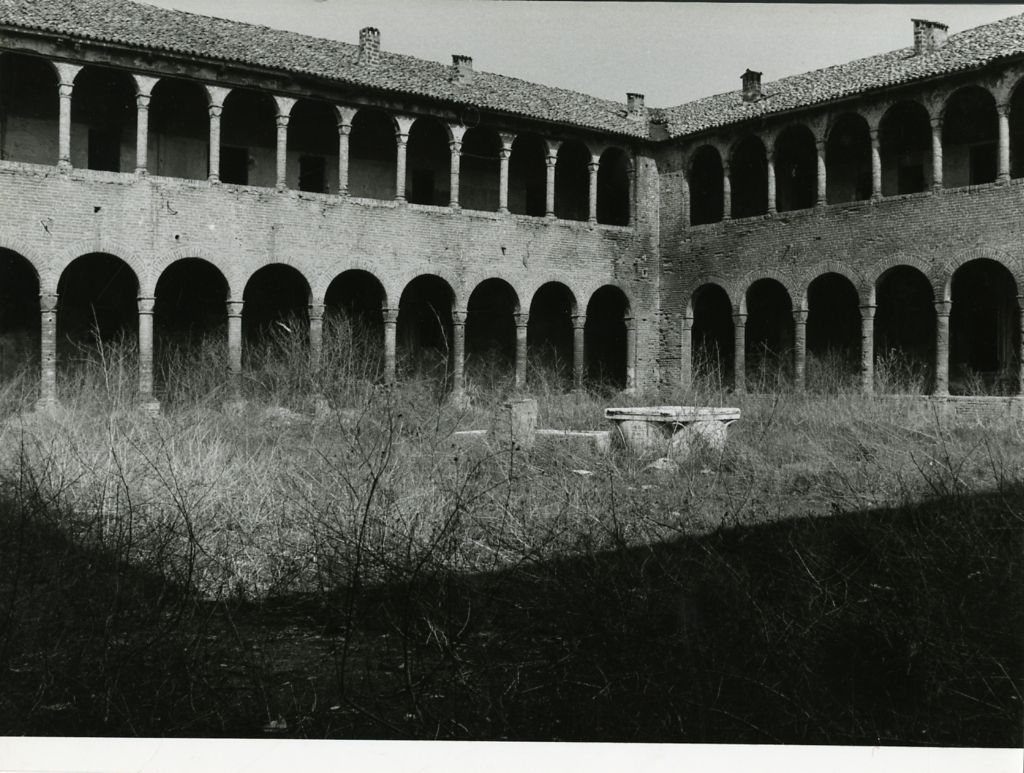
Chiostro del convento in immagini scattate da Paolo Monti nel 1974

La chiesa e il monastero di Santa Maria delle Grazie furono detti anche di Mortara perché appena ultimati i lavori per la loro costruzione vi entrarono le canonichesse regolari e tra di esse due provenivano da Mortara, probabilmente appartenenti ai Canonici regolari di Santa Croce di Mortara da poco uniti ai Canonici regolari della Congregazione del Santissimo Salvatore lateranense. In seguito la denominazione venne utilizzata per via Fossato di Mortara e via Mortara, all'incrocio delle quali si trovano la chiesa e il monastero col suo chiostro.

## Storia
Il complesso venne edificato entro il XVI secolo ed attorno al 1574 il convento ospitava oltre cento monache. In seguito alle soppressioni napoleoniche chiesa e monastero nel 1798 furono abrogati e le monache si trasferirono brevemente nel monastero del Corpus Domini ma già nel 1799, dopo la partenza delle truppe di invasione di Napoleone, poterono ritornare nella loro sede. Nel 1836 tutta la struttura, divenuta proprietà comunale, venne utilizzata come caserma poi cadde in stato di grave degrado.
Entrati a far parte delle disponibilità dell'Università degli Studi di Ferrara, nel 1980, chiesa e convento vennero adattati per utilizzo accademico. Il chiostro da allora ospita aule e servizi universitari mentre la chiesa è divenuta biblioteca di istituto.

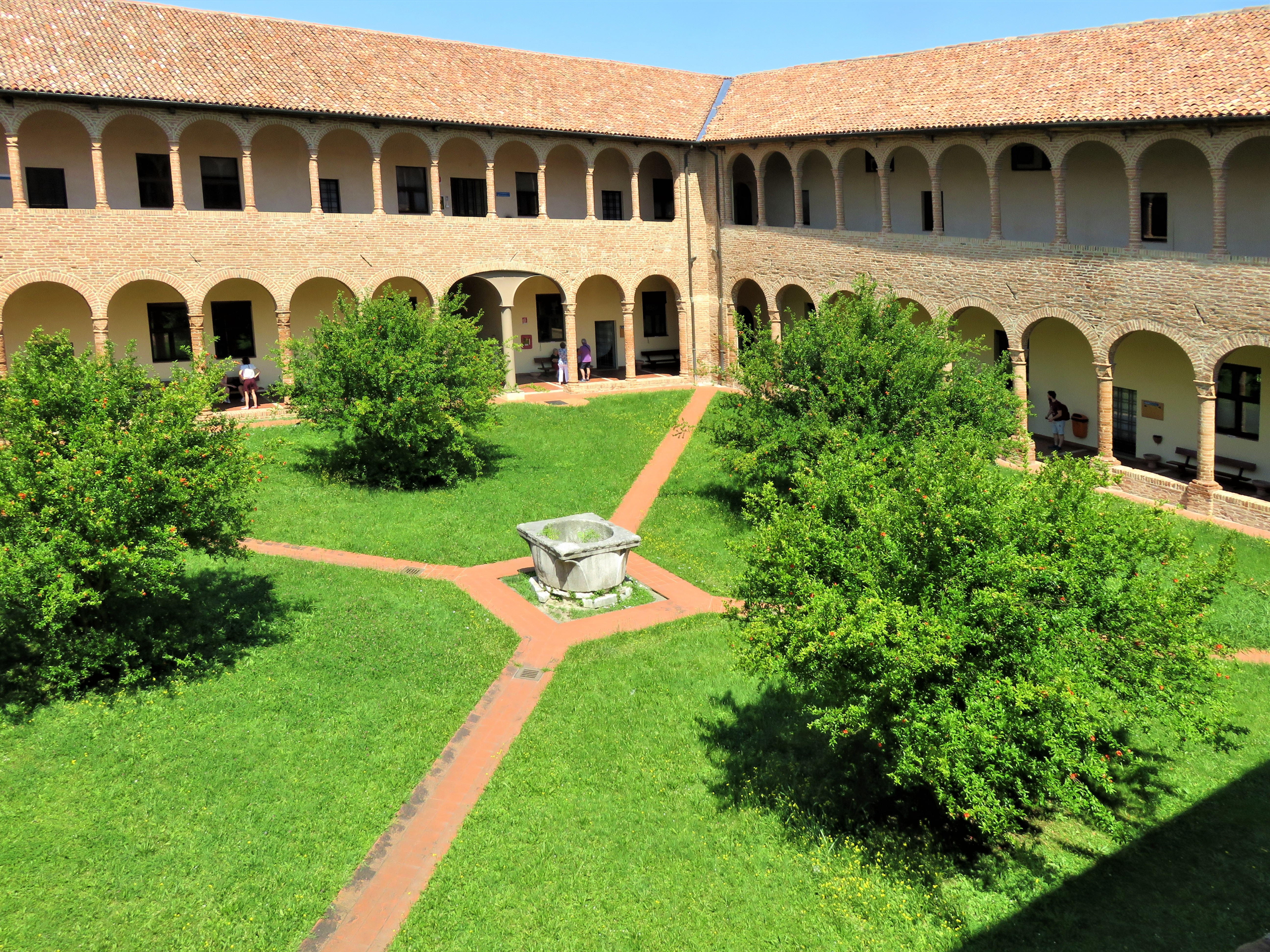
Chiostro del convento in immagini del 2016

## Descrizione

### Chiesa
La chiesa ha la facciata rivolta verso sud, verso via Fossato di Mortara, e il fianco sinistro su via Mortara. Il resto della struttura è inserito nel complesso degli istituti universitari. All'interno, dell'antica funzione di culto, conserva solo resti di affreschi del XV secolo, e tutto il volume è stato utilizzato dalle strutture della biblioteca universitaria.

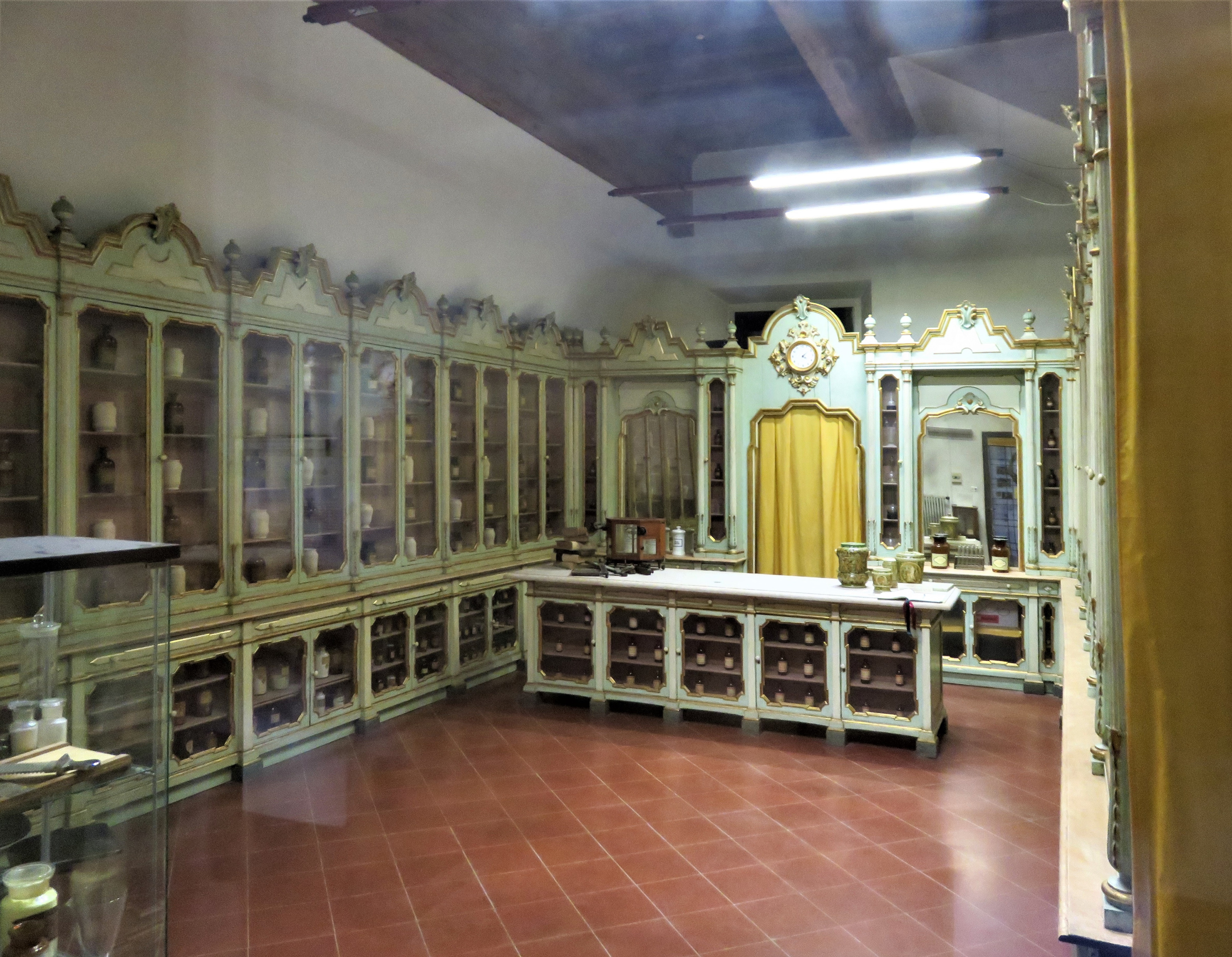
Ricostruzione storica della farmacia

### Convento
Il convento è stato a lungo abbandonato e quindi oggetto di degrado, come dimostrano immagini di Paolo Monti scattate nel 1974. Il chiostro è la parte più interessante, ma anche gli interni conservano ancora in parte l'antica struttura architettonica. Tutti gli spazi sono utilizzati come aule universitarie o come uffici o locali di servizio.

### Farmacia storica
Nella struttura del convento è stata trasferita una farmacia che mantiene un'importanza storica notevole.